# اغتيال جون كينيدي
اغتُيلَ الرئيس الخامس والثلاثون للولايات المتحدة جون كينيدي في يوم الجمعة 22 نوفمبر 1963 في دالاس، تكساس في الثانية عشر والنصف مساءً بتوقيت المنطقة الرسمية المركزية. كان كينيدي يركب مع زوجته جاكلين وحاكم تكساس جون كونالي وزوجته نيلي.
بعد أن عبر موكب الرئيس بسرعة منخفضة في وسط المدينة، وفي حين مرور السيارة الرئاسية على ديلي بلازا، أُصيب جون كينيدي بطلقات نارية قاتلة من قبل جندي مشاة البحرية الأمريكية السابق لي هارفي أوزوالد الذي أطلق النار من كمين في مبنى قريب، بينما أصيب الحاكم كونالي بجروح خطيرة في الهجوم.
كان كينيدي هو رئيس الولايات المتحدة الثامن والأخير الذي مات في منصبه، والرابع الذي أُغتيل بعد أبراهام لينكون، جيمس جارفيلد وويليام ماكينلي. أصبح نائب الرئيس ليندون جونسون رئيسًا تلقائيًا للولايات المتحدة عند وفاة كينيدي.
ألقت شرطة دالاس القبض على أوزوالد بعد 70 دقيقة من إطلاق النار، واتهم أوزوالد بموجب قانون ولاية تكساس بقتل الرئيس جون كينيدي والشرطي جي دي تيبيت الذي قتل بالرصاص بعد وقت قصير من الاغتيال.
في الساعة 11:21 صباحًا في 24 نوفمبر 1963 بينما كانت كاميرات التلفزيون الحية تغطي انتقال أوزوالد من سجن المدينة إلى سجن المقاطعة، أُطلِق النار على أوزوالد في الطابق السفلي من مقر شرطة دالاس من قبل مشغل ملهى ليلي في دالاس يدعى جاك روبي. نُقِل أوزوالد إلى مستشفى باركلاند التذكاري، حيث توفي بعد الحادثة بوقت قصير.
أدين روبي بقتل أوزوالد على الرغم من إلغاء الحكم لاحقًا عند الاستئناف، وتوفي روبي في السجن في عام 1967 أثناء انتظاره لمحاكمة جديدة.
بعد تحقيق استمر 10 أشهر، خلص تقرير وارن إلى أن أوزوالد اغتال كينيدي، وأن أوزوالد تصرف بمفرده بالكامل، وأن روبي تصرف بمفرده في قتل أوزوالد.
اتفق تحقيق لاحق من إعداد لجنة الولايات المتحدة الأمريكية المختارة للاغتيالات مع تقرير وارن على أن الإصابات التي لحقت بكينيدي وكونالي سببها طلقات بنادق أوزوالد الثلاث، لكنهم استنتجوا أيضًا أن كينيدي «اغتيل على الأرجح من مؤامرة»، حيث يشير تسجيل صوتي إلى وجود طلق ناري إضافي وبالتالي تم احتمال كبير بأن «مسلحان أطلقا النار على الرئيس كينيدي»، لم تتمكن اللجنة من تحديد أي أفراد أو مجموعات متورطة في مؤامرة محتملة. بالإضافة إلى ذلك، وجدت اللجنة أن التحقيقات الفيدرالية الأصلية كانت «معيبة بشكل خطير» فيما يتعلق بتبادل المعلومات وإمكانية التآمر. تقرر لاحقًا أن التسجيل كان لطلقات نارية مختلفة أطلقت على موقع آخر في دالاس وفي وقت مختلف لا علاقة له بالاغتيال.
في ضوء التقارير الاستقصائية التي حددت أن «البيانات الصوتية الموثوقة لا تدعم الاستنتاج القائل بوجود مسلح ثانٍ»، اختتمت وزارة العدل الأمريكية تحقيقاتها وذكرت «أنه لا يمكن تحديد أدلة مقنعة لدعم نظرية المؤامرة» في الاغتيال. ومع ذلك لا يزال اغتيال كينيدي محل نقاش واسع النطاق وولّد العديد من نظريات المؤامرة والسيناريوهات البديلة.

## السياق
ولد جون فيتزجيرالد كينيدي عام 1917، وتم انتخابه رئيسًا للولايات المتحدة عام 1960 بفوزه أولاً علي مرشحي كتلة الحزب الديمقراطي الداخلية، مثل أعضاء مجلس الشيوخ هيوبرت همفري، ليندون جونسون وأدلاي ستيفنسون، ثم فوزه بفارق ضئيل علي المرشح الجمهوري ريتشارد نيكسون.
على الرغم من هذا النصر سرعان ما أصبح كينيدي ذا شعبية كبيرة جداً على الرغم من الجدل حيث سجل تقرير من ال FBI من مارس 1960 بدعم مالي من المرشح الديمقراطي على أيدي أفراد من المافيا في تشيكاغو بما في ذلك جو فيسكيتي شريك سام جيانكانا.
يرجع سبب شعبيته إلي شبابه وتمكنه من وسائل الاعلام (غالباً ما ينسب فوزه بالانتخابات في مناظرة تلفزيونية ظلت الشهيرة)، والحيوية التي يتمتع بها كينيدي (حيث أنه اخترع مفهوم الحدود الجديدة التي منحت هدفاً لأمريكا بإرسال أمريكي علي سطح القمر) وآمال السلام التي تجسد في الأوقات العصيبة من الحرب الباردة، وقد نجح الفريق البسيط والمباشر الذي شكله مع زوجته جاكي في تجسيد آمال جيل يريد الخروج من الحرب الباردة.
ومع ذلك، كانت تعتبر سياسته الخارجية والداخلية على حد سواء بأنها سياسة «ناعمة» نحو الشيوعية من قبل المحافظين. ومع ذلك عند توليه منصبه في يناير1961 أطلق كينيدي في مارس برنامج مهم للأسلحة وأعلن استعداده لمعارضة انتشار الشيوعية.
نشرت الولايات المتحدة في نوفمبر 1961 في أماكن أخرى في أوروبا 45 صاروخ لكوكب المشتري حيث يمكن الوصول إلى نطاق الأراضي السوفيتية (خمسة عشر في تركيا وثلاثون في إيطاليا).
ولكن عندما وافق كينيدي على تنفيذ خطة لغزو كوبا التي أعدتها وكالة المخابرات المركزية والمعروفة باسم مكان هبوطها خليج الخنازير والتي سببت فشل مدوي مما أدى إلى إقالة دالاس ألين، مدير وكالة المخابرات المركزية.
من جانبهم، وكالة المخابرات المركزية والمنفيين الكوبيين الذين دفعوا ثمنًا باهظاً واليمين المحافظ جعلوا كينيدي المسئول المباشر لهذا الفشل لأنه رفض الدعم الجوي لهذة العملية. في الأشهر التي تلت ذلك، حاولت إدارة كينيدي مراراً وتكراراً اغتيال فيدل كاسترو وكانت فرصة الرئيس الشاب هي أزمة الصواريخ الكوبية لكي يظهر قدرته علي مقاومة الاتحاد السوفياتي بشدة. لكن قام المحافظون الأمريكيون باتهامه مجددًا بعدم الكفاءة و
حقيقة اعترافه بتفكيك الصواريخ المثبتة في تركيا. وأخيراً في أغسطس 1961 حيث بدأ تشييد جدار برلين وعلى الرغم من أن هذا المشهد يتعارض مع الاتفاقات المبرمة بين القوى العظمى لم يتفاعل كينيدي بغير الكلمات، وأكثرهم شهرة في زيارة إلى المدينة كلمة «أنا برليني». لم تبدُ سياسة كينيدي واضحة في فيتنام التي تعتبر نقطة ساخنة في الحرب ضد تقدم الشيوعية، حيث أنه من جهة يسمح بإطاحة نغو دينه ديم المعادية للتدخل المباشر للولايات المتحدة من قبل زمرة من الجنرالات الفاسدين في حين مواجهته لإمكانية إخلاء المستشارين العسكريين الأمريكيين في عام 1964.
و على الصعيد الداخلي، كانت أعلى نقطة للسياسة المبتكرة لإدارة كينيدي هي عملية إلغاء التمييز العنصري. في سبتمبر 1961 كلفوا وكلاء الاتحادية بتسجيل طالب أسود في جامعة ميسيسيبي وتحدث الرئيس عن الحقوق المدنية للسود.

## الحقائق

### السفر إلى دالاس
بعد اعتقال لي هارفي أوزوالد وجمع الأدلة المادية في مسرح الجريمة، أجرت شرطة دالاس استجوابًا لأوزوالد في مقر الشرطة. استجوب أوزوالد طوال فترة الظهيرة عن كل من أطلق النار على تيبيت واغتيال الرئيس. تم التحقيق معه بشكل متقطع لنحو 12 ساعة بين 14:30، يوم 22 نوفمبر، و 11 صباحا، يوم 24 نوفمبر. وطوال هذا الاستجواب نفى أوزوالد أي تورط مع في اغتيال الرئيس كينيدي أو قتل تيبيت شرطي الدورية. الكابتن فريتز من مكتب جرائم القتل والسطو قام بمعظم الاستجواب، وحفظ الملاحظات الأولية فقط. وفي وقت لاحق، قال انه كتب تقرير الاستجواب من الملاحظات التي أدلى بها بعد ذلك. ولم يكن هناك شريط تسجيلات. وكان ممثلو وكالات تطبيق القانون الأخرى موجودة أيضًا، بما في ذلك مكتب التحقيقات الفيدرالي وجهاز الخدمة السرية، وشاركت أحيانا في الاستجواب. العديد من عملاء مكتب التحقيقات الفيدرالي الحالي كتب تقارير متزامنة من الاستجواب.
خلال مساء يوم 22 نوفمبر، أجرى قسم شرطة دالاس اختبارات البرافين على أيدي أوزوالد وخده الأيمن في محاولة واضحة لتحديد - من خلال اختبار علمي - ما إذا كان قد أطلق أوزوالد النار من سلاحه مؤخراً أم لا. وظهرت النتائج إيجابية لليدين وسلبية على خده الأيمن. ونظرًا لعدم موثوقية هذه الاختبارات، قررت لجنة وارين الا تعتمد على نتائج الاختبار في صنع النتائج التي توصلوا إليها.
قدم أوزوالد معلومات قليلة خلال استجوابه. عندما واجه بالأدلة التي لا يمكن تفسيرها لجأ إلى التصريحات التي وجدت لتكون كاذبة. وكانت سلطات دالاس ليست قادرة على إكمال تحقيقاتها في اغتيال الرئيس كينيدي بسبب انقطاع من مكتب التحقيقات الفيدرالي وجريمة قتل أوزوالد من قبل جاك روبي.

### الاغتيال
في 22 تشرين الثاني عام 1963 وصل كينيدي إلى مدينة دالاس التي صدرت معظم التهديدات المجنونة بقتله منها، وفي محاولة لتحدي هذة التهديدات استقل سيارة مكشوفة لعبور بعض شوارع المدينة وتحية الناس عن قرب، وأثناء عبوره لمنطقة الديلي بلازا في المدنية تعرض لإطلاق نار من قناص محترف حيث اصابته رصاصتين اخترقت الأولى رقبته أما الثانية فهشمت جمجمته، ونظرا لدقة تلك الإصابة وصعوبتها فارق الحياة بعد أقل من نصف ساعة من وصوله إلى أقرب مستشفى، وبعد أقل من ساعة وربع تم اعتقال المشتبه به الأول في عملية الاغتيال ويدعى لي هارفي أوزولد بعد أن تمكن من قتل شرطي واصابة آخر بجروح. حدثت عملية اغتيال جون كينيدي أمام أعين الآلاف الذين وقفوا على جانبي الطريق لمتابعة أول زيارة لرئيس أمريكي لمدينتهم وقد سجل العشرات منهم الحدث بكاميرات أحضروها لتسجيل تلك الزيارة التاريخية لكن لم يكن ببالهم انهم سيسجلون أشهر عملية اغتيال سياسي في العصر الحديث، وعلى هذة الفيديوهات الشخصية التي جمعها المحققون فيما بعد بينت معظم التحليلات التي قادت إلى التمثيل الحقيقي لما حدث، فيما باع بعض اصحاب هذة الأفلام ما صوروه بكاميراتهم لمحطات تلفزيونية وجنوا آلاف الدولارت لقاء ذلك.

### أول ردود الأفعال
كانت عملية اغتيال جون كينيدي واضحة جدًا فقد ظن الناس ان الرئيس تلقى إصابة مباشرة من الأمام وذلك من جهة تلة خضراء تقع أمام السيارة، وهو ما دفع كثير منهم إلى التوجه إليها لكنهم لم يعثروا على أي أثر للقناص ثم جاءت شهادات مغايرة تؤكد ان القناص الذي أطلق النار تواجد في مستودع الكتب لمدرسة تكساس والتي تقع خلف السيارة مما جعل الكثيرين يعتقدون أن هناك أكثر من قناص وقد ظل هذا الاعتقاد سائدا لفترة طويلة رغم عدم العثور على القناص الثاني وكذلك ظل الناس إلى اليوم يؤمنون أن أوزولد الذي قتل بعد القبض عليه لم يكن وحيدًا وانه كانت هناك مؤامرة كبرى لقتل الرئيس وأبرز ما دفعهم إلى هذا الاعتقاد:
1- رجوع الرئيس إلى الخلف مما يعني أنه أُصيب من الأمام، كذلك إصابة حاكم تكساس الذي كان في المقعد الأمامي في نفس وقت إصابة الرئيس مما يعني أن شخصين أطلقا الرصاص كذلك بدا كثير من الناس يتحدثون عن سماع ست رصاصات لكن لم يتم العثور إلا على اثنتين وهو ما يعني أن إحدى الجهات قررت إخفاء بعض الرصاصات لكونها تعود لأحد رجال الشرطة أو لحراس الرئيس مثلا، وقد اتهم سائق الرئيس ان استغل اطلاق القناص أوزولد النار والإرباك الذي رافق عملية الإطلاق في توجيه مسدسه نحو رأس الرئيس ووضع رصاصة فيه من مسافة قريبة.
2- تصرفات نائب الرئيس كانت مريبة فقد أصر على أن يحلف اليمين كرئيس للولايات المتحدة في ولايته تكساس قبل العودة إلى البيت الأبيض كذلك لم يهتم كثيرا ببعض التفاصيل التي رافقت دفن كينيدي، وفيما بعد قام بتغيير عدة قرارات أصدرها كينيدي.
3- مقتل أوزولد المتهم الرئيسي في عملية الاغتيال على يد رجل يهودي ووفاة ذلك اليهودي قبل محاكمته في ظروف غريبة.
كان الناس يتداولون عدة أسماء كمشتبه فيهم بالمشاركة في المؤامرة الكبرى لاغتيال كينيدي وكان أبرزهم سائقه ونائبه ليندون جونسون وكذلك الحركات السرية كالماسونية وغيرها التي حاول كينيدي الحد من انتشارها وتخفيف تأثيرها في المجتمع الأمريكي وكذلك بعض الأثرياء الذين تضررت مصالحهم ولم يكن الاتهام بعيدا عن الاتحاد السوفييتي وبعض الدول المعادية لأمريكا مثل كوبا التي نجا رئيسها فيدل كاسترو من ثلاث محاولات للاستخبارات الأمريكية لاغتياله، كذلك رأى البعض ان معارضة جون كينيدي للمشروع النووي الإسرائيلي ومحاولته إرساله فريق تفتيش إليه كان حاسمًا عندها في التخطيط لإقصائه من المشهد السياسي الأمريكي لو حتى بالقتل. وعلى مدى خمسين عام عملت عدة جهات حكومية وخاصة على تفنيد كل الادعاءات التي تقول بوجود مؤامرة فقد ثبت من الأفلام الشخصية المصورة ان السائق لم يطلق النار على كينيدي كما ثبت أيضا ان اطلاق النار كان من الخلف وذلك بالرجوع إلى الملف الطبي للرئيس كينيدي الذي اثبت استعماله لمشد طبي صلب نتيجة معاناته من الام حادة في الظهر وهو ما اسند جسمه ومنعه من السقوط إلى الامام وقد ظهر هذا المشد بالفعل في عام 2013 بعد أن سمح مكتب التحقيقات الفدرالية بأخذ صور له، وبذلك سقطت نظرية إصابة الرئيس من الأمام والتي سادت لعقود، فيما تبقى مسألة قتل القاتل بهذة السهولة وموت قاتلة أبرز الركائز التي مازال المصدقين بنظرية المؤامرة يتخذون منها دليل قوي على وجود شركاء أقوياء للقاتل.

## نظريات المؤامرة

### بين عدم كفاءة وحكمة السياسة والتحوط
لي هارفي اوزوالد (18 أكتوبر 1939 في نيو أورلينز، لويزيانا - 24 نوفمبر 1963 في دالاس، تكساس) كان هو الشخص المتهم بقتل الرئيس الأمريكي جون كينيدي في 22 نوفمبر 1963. ولدى إلقاء القبض عليه عشية يوم الاغتيال نفى علاقته بالاغتيال ووصف نفس بأنه قد غُرر به. وبينما يصوره التلفزيون على الهواء في داخل السجن، في 24 نوفمبر 1963، قام جاك روبي (اسمه الأصلي: جاكوب روبنستاين) باغتيال لي هارفي اوزوالد، بإطلاق النار عليه.

## الاغتيال اليوم

### نشر الأرشيف
اغتيال جون كيندي

## العواقب طويلة الأجل للاغتيال

### في الثقافة الشعبية

#### أفلام
جاكي (Jackie) هو فيلم سيرة ذاتية درامي من إنتاج عام 2016 للمخرج بابلو لارين ومن تأليف نواه أوبنهايم. يدور الفيلم حول حياة جاكي زوجة الرئيس الأميريكي الراحل جون ف. كينيدي منذ اغتياله عام 1963.

## ملاحق

### روابط خارجية
- The Sixth Floor Museum at Dealey Plaza - a museum that chronicles the assassination and legacy of President Kennedy
- The President John F. Kennedy Assassination Records Collection - إدارة الأرشيف والوثائق الوطنية
- JFK Assassination:A look back at the death of President John F. Kennedy 50 years ago - سي بي إس نيوز
- "November 22، 1963: Death of the President". John F. Kennedy Presidential Library and Museum. مؤرشف من الأصل في 2018-10-21.
- "JFK: One PM Central Standard Time" - documentary produced by the بي بي إس
- "The Assassination of President Kennedy" - classic radio documentary by Mike Swickey
- Assassination Photo Chronology[وصلة مكسورة]